# 알렉산드르 쿠리노프
알렉산드르 파블로비치 쿠리노프(러시아어: Александр Павлович Курынов, 1934년 7월 8일 ~ 1973년 11월 30일)는 소련의 역도 선수로 1960년 하계 올림픽에서 우승하고 1961년부터 1963년까지 세계 역도 선수권 대회에서 금메달을 획득하였다. 그는 1958년부터 1964년사이에 15개의 세계 기록을 세웠다.
카잔 항공 연구소에서 수학하는 동안 1954년에 역도를 시작하고, 1958년과 1959년에 전국 선수권 대회에서 2위를 하여 국가 대표팀에 포함되었다.
쿠리노프는 1958년과 1967년 사이에 단 하나의 국내 타이틀을 우승(1960년)하고, 1960년부터 1964년까지 4개의 연속적 유럽 선수권, 1961년부터 1963년까지 세계 타이틀을 우승하고 1960년 하계 올림픽에서 금메달을 획득하였다. 그는 1964년 하계 올림픽 메달을 위한 기회를 맞이했지만, 쿠리노프의 훈련 방법을 거부한 코치 아르카디 보로비요프 때문에 올림픽 대표팀에서 제외되었다.
1967년 국내 선수권에서 3위를 한 후 은퇴하고, 그러고나서 역도 코치로 잠시 일하였다. 1963년 카잔 항공 연구소를 졸업하고, 1971년 카잔 컴퓨터 과학 연구소에서 공학자로 일하였다.
39세의 나이에 신부전으로 사망하였다.